# ZF Friedrichshafen

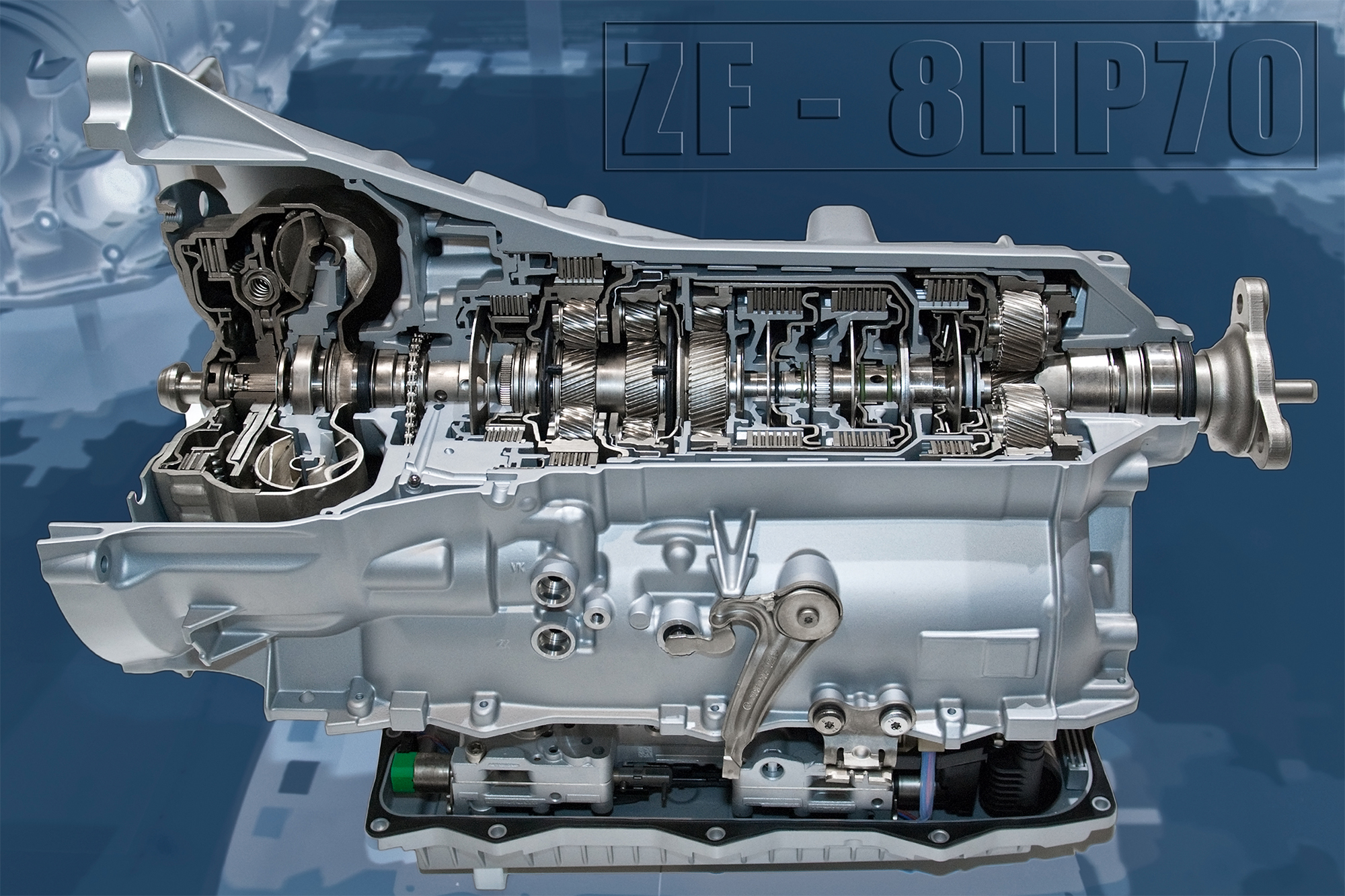
Caja de cambios automática ZF 8HP70.

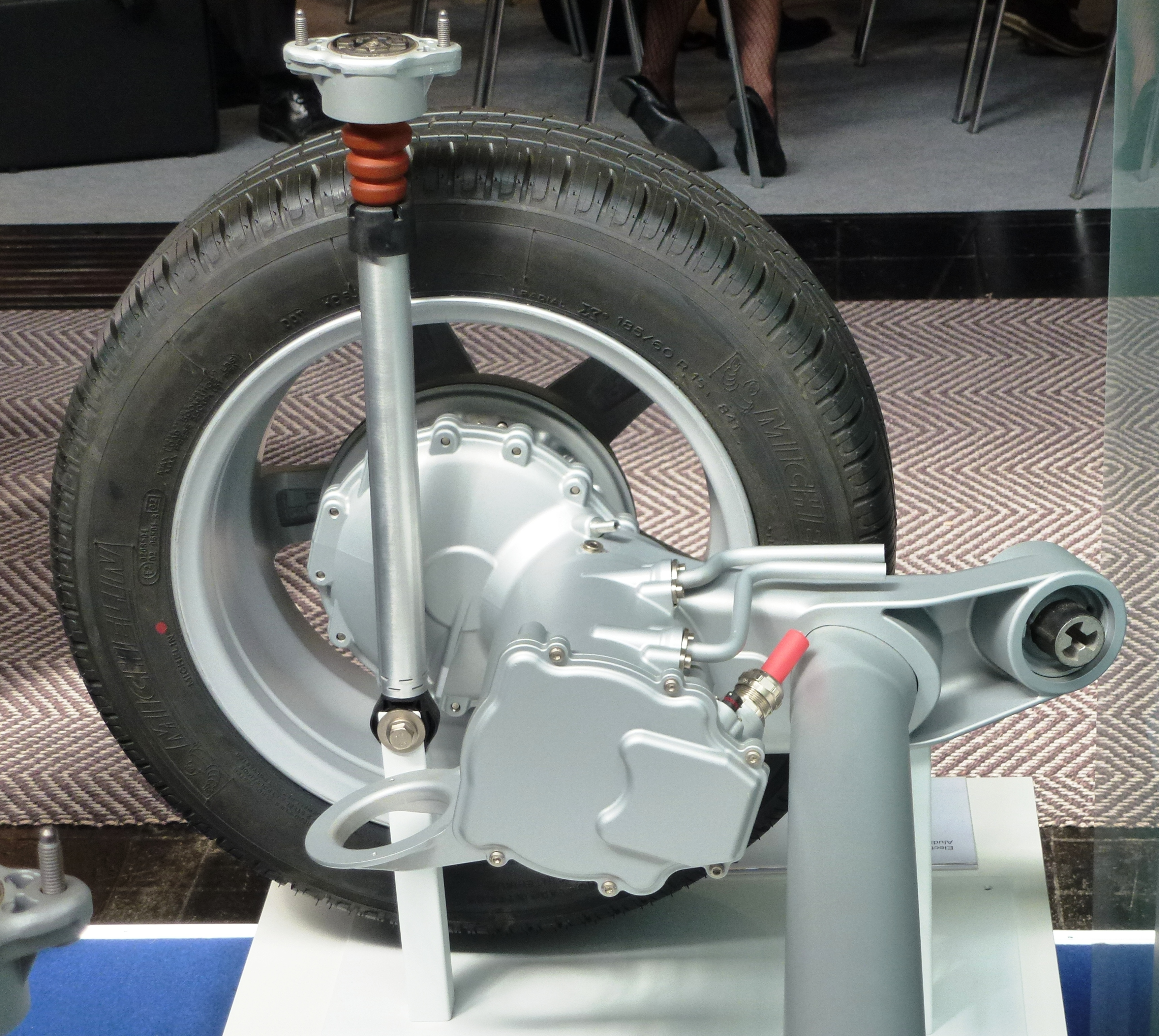
Unidad de propulsión de vehículos eléctricos.

ZF Friedrichshafen AG, también conocido como ZF Group, y comúnmente abreviado como ZF, es un fabricante alemán de cajas de cambios con sede en Friedrichshafen, Alemania.
La empresa está especializada en ingeniería y es conocida por su diseño, investigación y desarrollo, así como fabricación en la industria automovilística. Es un proveedor global de sistemas de propulsión y trenes de conducción para automóviles y vehículos industriales, entre otros. También está presente en el sector del ferrocarril, industria naval, industria militar y de aviación. ZF tiene 123 plantas de producción en 27 países.